# Дарсоно Нотосудирджо
Раден Дарсоно Нотосудирджо (индон. Raden Darsono Notosudirdjo, 1893, Пати — 1976, Семаранг) — индонезийский политический и государственный деятель, заместитель председателя Коммунистической партии Индонезии.

## Биография
Родился в 1893 году в Пати, на Яве. По происхождению принадлежал к яванской знати. Его отец служил в полиции. Окончил начальную школу для детей европейцев, затем — сельскохозяйственную школу в Сукабуми. Позже преподавал сельское хозяйство в Боджонегоро. Оставив свою работу, он уехал в Семаранг, где увлёкся идеями социализма и с 1921 года стал работать журналистом в газете «Синар Хиндиа» (индон. «Sinar Hindia» — «Луч Индии»). Участвовал в работе организации Сарекат Ислам. Вступил в Индийскую социал-демократическую ассоциацию, членами которой были Хенк Сневлит, Тан Малака и Семаун.
Позже стал членом Центрального совета ассоциации.
В мае 1920 года ассоциация была преобразована в Коммунистическую партию Индонезии (КПИ (индон. Partai Komunis Indonesia, PKI), и с 1920 по 1925 год Дарсоно был президентом партии. С 1921 по 1923 год путешествовал через Сибирь в Западную Европу. В октябре 1921 года Семаун и Дарсоно направились из Китая в Москву для установления связей с Коминтерном. Тогда же, руководство Сарекат Ислам издало резолюцию, запрещавшую членам Сарекат Ислам состоять в других организациях. В феврале 1923 года Сарекат Ислам был преобразован в Партию Мусульманский союз Индонезии, после чего КПИ отказалась от союза с этой организацией.
В 1921 году Дарсоно представлял Коммунистическую партию Индонезии на третьем конгрессе Коминтерна. Жил в гостинице «Люкс». Остался за границей почти на два года, в течение которых работал в бюро Коминтерна в Берлине; выступал на съезде Коммунистической партии Нидерландов в Гронингене в 1921 году. В 1922 году вернулся в Москву и в 1923 году приехал в Индонезию. Арестован в 1925 году и выслан из Индонезии в 1926 году, после чего через Сингапур и Китай он вернулся в СССР, где, под псевдонимом Самин (индон. Samin), работал в Коминтерне. В 1928 году избран кандидатом в члены Исполкома Коминтерна. 26 декабря 1930 года Президиум Исполкома Коминтерна утвердил исключение Дарсоно из числа кандидатов в члены ИККИ.
В 1935 году уехал в Нидерланды. В 1950 году вернулся в Индонезию, где отошёл от коммунистического движения и поступил на работу в Министерство иностранных дел. До выхода в отставку в 1960 году занимал должность советника министра.
Умер в 1976 году в Семаранге, на Центральной Яве.